# Luceafărul
Luceafărul (originalment escrit Luceafĕrul; representat de manera diferent com "L'estrella del matí", "L'estrella del vespre", "El Vesper", "L'estrella del dia" o "Lucifer") és un poema narratiu de l'autor romanès Mihai Eminescu.
Es va publicar per primera vegada el 1883, fora de Viena, per expatriats romanesos a Àustria-Hongria. Generalment es considera l'obra mestra d'Eminescu, un dels majors assoliments de la literatura romanesa, i una de les darreres fites de la poesia romàntica europea. En una família o "constel·lació" de poemes, va trigar deu anys a concebre Eminescu, la seva forma final va ser editada en part pel filòsof Titu Maiorescu. Durant aquest procés creatiu, Eminescu va destil·lar folklore romanès, temes romàntics i diversos elements bàsics del mite indoeuropeu, arribant d'un conte de fades versificat a una mitopeia, una autoreflexió sobre la seva condició de geni i una il·lustració de la seva filosofia de amor.
L'ésser celestial homònim, també anomenat "Hiperió", és àmpliament identificat com l'alter ego d'Eminescu; que combina elements d'àngels caiguts, daimonis, íncubes, però no és ni maliciosa ni intencionadament seductora. La seva missió diària al firmament queda interrompuda per les luxúries crides de la princesa Cătălina, que li demana que "planegi cap avall" i es converteixi en el seu company. És persuadit per ella per renunciar a la seva immortalitat, que requeriria l'aprovació d'un tercer protagonista, el Demiürg. L'estrella del matí busca el demiürg a la vora de l'univers, però només rep una revelació de la irrellevància de la humanitat. En la seva breu absència, la princesa és seduïda per un company mortal. Quan torna al seu lloc al cel, Hiperió entén que el Demiürg tenia raó.
Luceafărul gaudeix de la fama no només com una obra mestra poètica, sinó també com una de les darreres obres completades i llegides públicament per Eminescu abans de la seva debilitant malaltia mental i hospitalització. Ha perdurat en la memòria cultural tant com a objecte d'un escrutini crític com un fort favorit del públic. Entre els seus traductors a diversos idiomes hi ha figures com Günther Deicke, Zoltán Franyó, Mite Kremnitz, Leon Levițchi, Mate Maras, Corneliu M. Popescu, David Samoylov, Immanuel Weissglas, Todur Zanet i Vilém Závada. El poema va deixar un llegat clar a les obres literàries de Mircea Eliade, Emil Loteanu, Alexandru Vlahuță i, possiblement, Ingeborg Bachmann. També ha inspirat els compositors Nicolae Bretan i Eugen Doga, així com diversos artistes visuals.

## Estructura
Luceafărul s'obre com un conte de fades típic, amb una variació de "hi havia una vegada" i una breu representació del seu personatge femení, una "donzella meravellosa", l'únic fill d'una parella reial; només es mencionarà el seu nom, Cătălina. una vegada, a la 46a estrofa del poema. Se li mostra esperant impacient la caiguda de la nit, quan mira l'estrella del matí:
| Din umbra falnicelor bolți Ea pasul și-l îndreaptă Lângă fereastră, unde-n colț Luceafărul așteaptă. Privea în zare cum pe mări Răsare și străluce, Pe mișcătoarele cărări Corăbii negre duce. | Des de sota el fosc refugi del castell, La seva manera silenciosa va anar, Cada vespre al seient de la finestra On va assistir Lucifer. I en secret, sense fallar mai, Ella va observar el seu ritme amable, On els vaixells dibuixaven el seu camí sense camí A través de la cara de l'oceà. |

- traducció de Corneliu M. Popescu,
citat a Kenneth Katzner, Les llengües del món , pàg. 113. Londres, etc.: Routledge, 2002.ISBN 0-415-25004-8
Hiperió percep la seva atenció i mira cap enrere i, tot i que és una entitat no física, també comença a desitjar la seva companyia. Lliscant per la seva finestra quan ella dorm, ell acaricia la Cătălina mentre somia amb ell. En un moment com aquest, ella es queixa perquè "llisqui sobre un raig" i es converteixi en la seva promesa. Instat per aquesta ordre, l'estrella del matí es llança a si mateix cap al mar, ressorgint com un "jove just", o "bonic cadàver amb ulls vius".
Tornant a Cătălina mentre està desperta, Hiperió proposa que fugin als seus "castells de corall" al fons del mar; això fa horroritzar a la princesa, que expressa la seva negativa a una perspectiva "sense vida" i "extraterrestre", tot i que encara apareix enlluernada per les seves mirades d'àngel. Tanmateix, al cap de pocs dies torna a somiar amb l'Estrella del Matí i demana inconscientment que "planegi cap avall". Aquesta vegada, se li presenta una criatura de foc, oferint-li a Cătălina un lloc a la seva residència celestial. Torna a expressar la seva negativa i compara la nova forma d'Hiperió amb la d'un daimon. En aquesta forma reiterada, la seva negativa diu:
| — „O, ești frumos, cum numa-n vis Un demon se arată, Dară pe calea ce-ai deschis N-oi merge niciodată [...]” | "Ets tan guapo com dormint Pot ser un d[a]emon; No obstant això, mai agafaré i guardaré El camí que em mostres". |

- traducció de Leon Levițchi, a Prickett, pàg. 237 (utilitzant "dimoni"); a Săndulescu, pàg. 16 (té "dimoni").
A Cătălina no li interessa adquirir la immortalitat, però li demana que s'uneixi al regne mortal per "renéixer en el pecat"; Hiperió està d'acord i, amb aquesta finalitat, abandona el seu lloc al firmament per buscar el demiürg. Això li requereix viatjar a la vora de l'Univers, cap a un buit còsmic. Un cop allà, el Demiurg es riu de la seva petició; informa a Hiperió que l'experiència humana és inútil i que esdevenir humà seria un retorn a "l'úter ventre d'ahir". Ordena a Hiperió tornar al seu lloc celestial, dient-li obliquament que alguna cosa "reservada" a la Terra demostrarà el punt.
De fet, mentre faltava Hiperió, Cătălina s'havia trobat cortejada, després seduïda lentament, per una "cortesa" pàgina cortesana, Cătălin. El "tràgic desenllaç del poema assigna a cadascun dels tres amants la seva pròpia esfera amb fronteres impossibles de transgredir". Mentre reprèn el seu lloc al firmament, Hiperió veu la feliç parella Cătălin i Cătălina. Ella mira enrere i el crida, però només com a testimoni i encant de la sort del seu nou amor. Les dues darreres estrofes mostren a Hiperió tornant a les seves activitats silencioses i autoabsorbides:
| Dar nu mai cade ca-n trecut În mări din tot înaltul — „Ce-ți pasă ție, chip de lut, Dac-oi fi eu sau altul? Trăind în cercul vostru strâmt Norocul vă petrece, Ci eu în lumea mea mă simt Nemuritor și rece.” | Però ell ja no, com ahir, Caus al mar; "Què t'importa, oh forma d'argila, Si sóc jo o ell? Vius acompanyat de bondat En el teu ple estret, Mentre que en el meu món sense límits em sento Tant freds inmortals com morts". |

- traducció de Levițchi, a Prickett, pàg. 249; a Săndulescu, pàg. 25.

## Història de la publicació
Com va assenyalar l'editor Perpessicius, durant la guerra es va estendre una llegenda urbana "més absurda", segons la qual Eminescu havia escrit el poema al tren nocturn que el portava a Bucarest. De fet, existeixen diversos esborranys del poema, alguns sempre que la peça acabada. Perpessicius les considera "tipus autònom" i, el 1938, va optar per publicar-les com a peces separades al seu company de l'obra d'Eminescu, amb el filòleg Petru Creția que les anomenava "constel·lació Luceafărul ". El seu component més reconeixible és Fata-n grădina de aur ("Noia al jardí de l'or"), escrit ca. 1873, quan Eminescu era a Berlín. Va ser el Ottava rima versió del folklore romanès prosa peça recuperada per la Silèsia Richard Kunisch i publicat en 1861 Das Mädchen im Garten goldenen. La font es va identificar crípticament com "el K. alemany". als quaderns d'Eminescu, i la informació bibliogràfica va ser composta per Moses Gaster.
Porcions senceres del poema posterior també apareixen en una altra peça del període. Anomenat Peste codri stă cetatea ("Sobre els boscos que hi ha una ciutat"), representa breument la princesa somiant amb la seva triada, l'Estrella del Matí. Eminescu va fer diversos discrets retorns als seus esborranys, afegint el tema central de l'Hiperió com un geni incomprès i, finalment, a l'abril de 1882 es va fer públic amb Legenda Luceafĕrului ("Llegenda de l'estrella del matí"). Va ser a Bucarest com a convidat de la societat Junimea, on va llegir la variant el 17 d'abril; després va treballar estretament amb el seu doyen Titu Maiorescu, que el va ajudar amb una visió crítica. Durant aquests intercanvis, l'obra va adquirir la seva celebrada estrofa final. Va seguir una segona lectura el 24 d'abril, quan, en els seus diaris, Maiorescu va enregistrar la "bella llegenda" simplement com a Luceafărul.
Maiorescu va recolzar l'obra i la va promoure amb lectures públiques tant a Bucarest com a Buftea, que van durar fins al gener de 1883, i van assistir Eminescu, Petre P. Carp, Alexandru B. Știrbei i Ioan Slavici. Publicat per primera vegada a Almanachulŭ Societăţii Academice Socialŭ-literare România juna, difosa per la colònia romanesa de Viena a l'abril de 1883, que es va recollir a l'agost per la tribuna Junimist, Convorbiri literare. En algun moment d'aquest interval, Eminescu havia caigut malalt malalt i va ser enviat a un asil d'Oberdöbling perquè el tractés. Cap al novembre de 1883, quan començava a treballar en una primera edició dels poemes recopilats d'Eminescu, Maiorescu va decidir retallar quatre estrofes —les que detallaven les negociacions entre Hiperió i Demiurg—, en un esforç per millorar el flux. Això va desconcertar els redactors posteriors: en el seu propi volum, Garabet Ibrăileanu va mantenir l'omissió, però va incloure la part que faltava com a apèndix, mentre el doctor Mazilu dubtava entre les versions en la cerca d'un Luceafărul "ideal" i "purificat".
Amb 392 línies en la seva versió completa, Luceafărul alterna tetràmetre iàmbic i trimèter iàmbic. Aquest és un vell patró en la poesia romanesa, havent estat observat per exemple en Dosoftei preàmbul 's per Erofili, i es descriu pel crític Alex. Ștefănescu com a "lapidari, enunciatiu, solemne en la seva senzillesa". La seqüenciació rítmica ha creat un dilema de llarga data sobre la pronunciació prevista d'Hiperió : mentre que la fonologia romanesa comuna afavoreix Hypérion, el text suggereix que Eminescu va utilitzar Hyperión. La llicència artística també apareix en el pleonasme aparent, amb el qual Cătălina fa senyal a Hiperió: Cobori în jos, luceafăr blând ("Descendir cap avall, suau estrella del matí"). Alguns exegets d'Eminescu veuen aquí una tensió intel·lectual sobre la separació entre els regnes, incomplida per la "descendència divina a la humanitat", o la repetició que s'associa amb l'encantament.

## Temes i al·lusions
La història versificada és tan deutora del folklore que, segons Perpessicius, hauria de publicar-se junt amb aquelles obres de poesia popular que el mateix Eminescu va recollir i guardar. Malgrat tot, el mateix autor admet que Eminescu finalment "va modelar els seus propis adorns" des del nivell folklòric, produint una obra "intensament original". Aquests "adorns" inclouen: "els ritmes iàmbics de les seves estrofes, les imatges, l'encantador viatge celeste, el diàleg entre Hiperió i el Demiürg, [i Cătălin], que sembla haver estat retirat d'una subtil comèdia per Marivaux ". De la mateixa manera, el crític C. Gerota veu el poema d'Eminescu com una "gran obra d'art" que sorgeix "del prosaic conte de fades de Kunisch"; "només la forma" és folklòrica. Un inventari d'Aarne – Thompson, proposat per l'erudit Dumitru Caracostea, troba que Eminescu va reformar essencialment el mite de la núvia animal. La fada o samodiva es va convertir en el daimon, dins d'una narració reorganitzada per Eminescu i, fins a cert punt, per Kunisch. Rebuig Caracostea massa estreta com les interpretacions presentades per Gheorghe Bogdan-Duica, segons el qual LUCEAFARUL s'inspira directament en la mitologia lituana -a saber, per la història de Saule venjança 's en Ausrine.
De diverses maneres, Luceafărul té connexions amb el motiu dels àngels caiguts de la mitologia cristiana. El mitògraf Victor Kernbach assenyala que el nom ja s'utilitzava en fonts folklòriques per al dimoni Lucifer o per a una versió localitzada de Samyaza. Tal com va descriure l'erudit eminescenc Gisèle Vanhese, Luceafărul no és només "l'obra mestra d'Eminescu", sinó també "l'assoliment de la reflexió romàntica sobre els fills de les tenebres". Aquesta última categoria d'éssers folklòrics, que probablement provenen d'àngels caiguts, inclou els Zburători, que actuen com l'equivalent romanès d'incubi. La seva visita de noies joves a la nit també es fa ressò de temes més allunyats de la mitologia grega antiga, com ara la seducció de Zeus de Semele i Io, o la història de Cupido i Psique; aquesta última era una de les referències preferides d'Eminescu. El Zburători ' més elaborada representació en la poesia romàntica era una peça de 1830 de el mateix nom de Ion Heliade Rădulescu, però també apareix en les obres de Constantin Stamati i Constantin Negruzzi.
Variacions del tema i ressons més directes de Lord Byron (Cel i Terra) i Victor Hugo ("El silfo"), apareixen en diversos primers poemes d'Eminescu, i en algunes parts de la "constel·lació".. Zburători s'esmenten directament en el projecte de poema Peste codri stă cetatea —tot i que, en versions posteriors d'intermediari, l'incubus havia estat un Zmeu i el Demiürge s'havia anomenat « Adonai ». Com va veure Vanhese, l'estrella del matí és una síntesi d'incubis (apareix a Cătălina en els seus somnis) i Lucifer (amb qui comparteix l'atribut celeste). Argumenta que, amb el poema d'Eminescu, "el mite del dimoni romàntic arriba a la seva expressió més assolida a la cultura europea", igualat en arts visuals per Demon Seated de Mikhail Vrubel.
- Angel (serafí), d'Octavian Smigelschi (1903)
- "Dimoni Assegut" de Mikhail Vrubel (1890)
- Júpiter i Semele de Gustave Moreau (ca. 1890)

Això contrasta amb les lectures de Caracostea i Tudor Vianu, que veuen l'estrella del matí com a principalment angelical; si apareix "guapo com un dimoni" durant la seva segona encarnació, és perquè la passió l'ha transfigurat momentàniament. Constantinescu assumeix una postura similar, en la qual el daimon és "pacificat per la consciència suprema de la seva essència superior". Tot i assenyalar que Eminescu tenia un gran interès per Lucifer com a trop literari, el mitògraf Ioan Petru Culianu afirma que l'estrella del matí només està relacionada incidentalment amb el mite dels àngels caiguts i, més que res, amb un Hesperus romanès.
Composta d'inspiració, l'estrella del matí com a déu masculí és una creació original d'Eminescu. La transició a aquesta forma definitiva va ser facilitada pel precedent lèxic: en romanès, les estrelles del matí i del vespre són homes de gènere i "la noció bíblica de Llucifer" ja es confonia en el folklore amb qualsevol dels dos cossos celestes. En fonts populars, la identificació celeste també és incompleta: generalment utilitzat per a Venus, el nom de Luceafărul pot transferir-se a Júpiter, "el que sigui més destacat al capvespre". En descriure la seva nova deïtat, sembla que Eminescu li va assignar un atribut original, detallat a la cinquena estrofa: és el déu de la gent de mar, arrossegant els seus vaixells a través de l'oceà. Aquesta metàfora al·ludeix a la navegació celestial. Els astrònoms Alastair McBeath i AD Gheorghe se centren en una altra connexió, veient Hiperió com un component de la "mitologia dels meteorits", al costat del canvi de formes de Balauri. També argumenten que el "vol ràpid" de Hiperió de tornada a la Terra al·ludeix als aquariides Eta, i que el buit celest del qual pren vol és un forat negre.
El misteri subsisteix per què Eminescu va optar per donar a la seva estrella del matí el sobrenom "Hiperió", que no fa referència als titans de la mitologia grega. La filòloga Rodica Marian argumenta que l'estrella del matí només adquireix el nom i aprèn la seva veritable naturalesa en conèixer el demiürg. Diversos experts coincideixen que, en triar "Hiperió", Eminescu va al·ludir a una etimologia popular, que dona hiper + eó ("per sobre de la atemporalitat"). Com va assenyalar l'antòleg Stephen Prickett, el nom en si mateix "apunta a la condició immortal del protagonista masculí". Caracostea té una opinió discrepant, argumentant que el significat és literalment "ésser superior", seleccionat per Eminescu a partir d'una novel·la de Friedrich Hölderlin de 1799. Per contra, els dos mortals tenen noms distintius locals, cristians i populars, com per exemple Catarina.

### Filosofia de l'amor

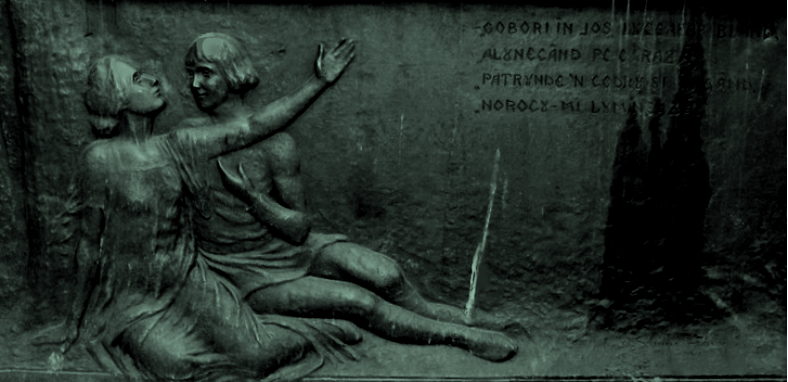
Representació de Ion Schmidt- Faur de Cătălin i Cătălina, 1929

La mitologia personal de Luceafărul és, en general, una interpretació poètica d'una filosofia personal de l'amor. Caracostea proposa que Eminescu tenia una raó especial per insistir en el poema, que per tant ha d'expressar "una experiència fonamental". Aquest no és el cas d'altres idees que va manllevar de Kunisch, que només van donar lloc a peces convencionals com " Miron i La bellesa sense cos ". El "significat al·legòric" s'explica pel mateix comentari d'Eminescu: "[el geni] és immortal, però manca de bona fortuna". El resultat, segons l'erudit Geo Vasile, és el "triomf en el món de les idees" d'Eminescu: "Aquí, el poeta Albatross estén les ales en tot el seu magnífic abast".
Com va assenyalar Lovinescu, tot el projecte està "ple de pessimisme schopenhauerià "; segons Gerota, el text d'Eminescu és schopenhauerià, però més enllà del que s'inspira en el "Moisès" d'Alfred de Vigny, tot i que Luceafărul "s'eleva a una forma al·legòrica, amb un abast més gran i un contingut més viu". Caracostea matisa la influència schopenhaueriana, que assenyala que les quatre estrofes retallades per Maiorescu eren mundanes i optimistes: el demiürg nega a Hiperió la mortalitat absoluta, però s'ofereix per convertir-lo en líder dels homes; la implicació és que aquestes figures són sobrehumanes.
Més enllà d'aquest context, alguns han identificat una meditació més gran sobre la condició humana. El classicista Cicerone Poghirc argumentava que Luceafărul tracta de la separació irrefrenable imposada pel dharma, que Eminescu havia llegit al Katha Upanishad. Així mateix, la comparatista Rosa del Conte veu l'obra com la "resolució lírica d'una intuïció metafísica, sobre la transcendència que no permet a l'home ni viure ni ser". En la seva lectura, Luceafărul té un continu filosòfic amb altres poesies eminescianes; la metàfora del "temps com a mort" apareix per primera vegada en relació amb la retirada d'Hiperió, i es desenvolupa plenament en el pòstum "Memento Mori: el panorama de les vanitats". Segons Marian, que critica els estudis tradicionals i es basa en les idees de Constantin Noica, el tema principal és la "insatisfacció ontològica". L'accent, segons ella, recau en la incapacitat d'un geni per "elevar" un món que només ell entén que és defectuós. Constantinescu suggereix una posició intermèdia, discutint el daimon ' domesticar ', la seva evolució cap a un amor platònic 'que supera tot el eròtic en la poesia d'Eminescu '.
Més enllà de l '"al·legoria celestial", assenyala Perpessicius, Luceafărul també és un poema d'amor, "un dels més naturals, més autèntics, més universals". Ștefănescu llegeix Luceafărul com una faula creuada per estrelles i una "misteriosa història d'amor", que la classifica per sobre de Romeo i Julieta. Les implicacions d'això han creat polèmiques duradores entre exegetes, un dels primers exemples és oposar Caracostea a George Călinescu. Aquest darrer, seguint altres literats freudians, va comentar que Eminescu estava essencialment obsessionat amb la idea de l'amor, amb Luceafărul que mostrava la seva objectivació casual de les dones. Culianu fa el mateix punt, que assenyala que Eminescu identificava l'amor mateix amb una donzella en situació d'angoixa i voyeurisme, que, segons ell, existeixen en "l'escenari eròtic" anomenat Luceafărul. Per contra, Caracostea va insistir que la passió eròtica d'Eminescu estava subsumida a una "recerca de l'absolut", manifestada "en tots els altres aspectes del [seu] ésser poètic".
Les pistes de les opinions d'Eminescu sobre l'amor es contrasten amb l'element del desig físic, el d'una jove que espera als seus pretendents: "l'augment dins d'un ésser humà d'un anhel que només pot comprendre a mitges". Aquesta "crisi puberal" i "misteriosa invasió de l'enyorança" també havia aparegut a la peça d'Heliade Rădulescu. Aquests precedents suggereixen que Cătălina és una persona dèbil i ingènua, víctima dels seus instints. Segons Geo Vasile: "reconeix el seu propi destí biològic i accepta ser cortejada pel seu veí mortal [... ]. La donzella que va captar l'afecte d'Hiperió representa el reduït estret, la conspiració humana, històrica, ontològica, francament punyent quan s'enfronta al destí del cos nocturn ". L'autor Ilie Constantin assenyala que Cătălin era un pretendent natural, que "expulsa Hiperió de l'atenció de Cătălina, perquè ell i ella puguin emprendre la seva pròpia unió". En contrast amb aquestes lectures, Vanhese veu la princesa com una destructora juganera, en la línia de La Belle Dame sans Merci i Salome.

### Registre biogràfic
- Eminescu (1884), o Hiperió
- Veronica Micle, o Cătălina
- Ion Luca Caragiale (1879), o Cătălin
- Titu Maiorescu (1882), o el Demiürg

Repassant el to calmat implícit del poema, Constantinescu proposa que Luceafărul "no condensa només una experiència, sinó tota una suma d'experiències, de fracassos sentimentals". D'acord amb una història transmesa pel Junimist Ioan Alexandru Brătescu-Voinesti, que va afirmar haver escoltat de Maiorescu, Eminescu aboca en el poema la seva amargor cap a un amant infidel, Verónica Micle. En aquesta versió dels esdeveniments, Micle és Cătălina i la pàgina Cătălin és l'antic amic i company d'Eminescu, Ion Luca Caragiale ; Maiorescu és el demiürg.
Perpessicius rebutja el compte com a vorbe de clacă ("balderdash"), però assenyala que era fins a cert punt "natural" que sorgissin rumors. Brătescu-Voinești va rebre en part el suport d'una altra font, l'aficionat d'Eminescu, Alexandru Vlahuță, que va informar de la "fuga puntual del seu amic, un episodi curiós, que l'ha inspirat a escriure el poema Luceafărul i que no puc interpretar aquí". Segons Caracostea, aquest testimoni es pot descomptar, ja que Vlahuță també deixa entreveure que Eminescu era delirant.
L'investigador Șerban Cioculescu va descobrir que un aspecte de la història era verificable, és a dir, que Caragiale havia tingut una escapada sexual amb Micle abans del febrer de 1882. Eminescu ho sabia i es va enfadar, cancel·lant la seva oferta de matrimoni. Tanmateix, afirma Caracostea, la inspiració del poema pot haver estat l'altre interès amorós d'Eminescu, Cleopatra Lecca-Poenaru. En un dels seus quaderns, on prova diverses versions dels viatges d'Hiperió fins a la vora còsmica, Eminescu s'interromp amb una diatriba, adreçada a la "pessimosa coqueta, Cleopatra". Caracostea també argumenta que l'assumpte Caragiale – Micle, tot i confirmar-se, no s'ha pogut reflectir en el poema, ja que els passatges més rellevants van ser escrits molt abans del 1882.

## Llegat

### Símbol cultural
- Volum de poesia pròpia de Veronica Micle (1887)
- Portada de Dan de Alexandru Vlahuță (1894)
- Esbós de Dimitrie Paciurea per a un monument a Eminescu, amb una Quimera celeste (1920)

Escrivint als anys quaranta, Caracostea va advocar perquè el poema es "tornés a invocar" i es mantingués viu, els seus temes i significats ocults explicats a les successives generacions. Una estona després, Constantinescu havia de constatar que, "un romàntic en la seva obra i en la seva vida, Eminescu mai no va tenir l'oportunitat de gaudir, després de la seva mort, d'un destí com l'Estrella del Matí, amb qui es va identificar, i si el seu resplendor era de fet, "sense mort", mai va fer "fred". " Alguns erudits van criticar aquest entusiasme popular pel poema, que va assenyalar les seves implicacions negatives. Segons Eugen Negrici, el "mite Eminescu" és un element resistent de la cultura literària, que porta des d'un trop poète maudit al "tabú agressiu i deliri sobre el geni". Com assenyala, Luceafărul era un tema especialment important com a autoficció, fomentant el "raonament analògic" entre els seus lectors: "el text ha produït il·lusió al món acadèmic i ha despertat afecte pel poeta, una distorsió provocada per la mística dels escrits que porten la marca de destí ". Culianu també es refereix als "absurds" i a les "desconcertants especulacions" que permet la tradició crítica, una " Torre de Babel erigida per adorar Luceafărul ".
Durant la retirada d'Eminescu de la vida pública, el poema va obtenir lentament el seu culte. Ja el 1887, el pedagog Gh. Gh. Arbore introduïa el poema com un dels més significatius escrits mai en romanès. Com s'ha assenyalat per Caracostea, dos autors Junimist anti-, Aron Densusianu i Alexandru Grama, es van resistir a aquesta tendència, la producció de "paraules de menyspreu" conjecturals; L'abraçada pròpia de Caracostea al poema va mostrar la seva influència en el moviment simbolista emergent (i d'altra banda antijimista). El primer autor que es va inspirar en Luceafărul va ser Micle. La presumpta Cătălina va reutilitzar els temes dels poemes que va completar després de la malaltia i la mort d'Eminescu. La va seguir de prop el deixeble d'Eminescu, Vlahuță, la novel·la de Dan de 1894 "transposa el conflicte destacat a Luceafărul ". El 1902, els romanesos a Hongria van establir una revista literària del mateix nom, en el que va ser un assentiment conscient al poema d'Eminescu. Quatre anys després, el poema havia entrat al currículum nacional de Romania amb un llibre de text de 7è de Petre V. Haneș. Durant aquest interval, Luceafărul i altres escrits eminescians es van convertir en la inspiració de postals enormement populars il·lustrades per Leonard Salmen. Una edició de bibliòfil amb 22 obres d'art de Mișu Teișanu va sortir a la Societat Luceafărul homònima el 1921–1923.
Aleshores, el simbolista Dimitrie Paciurea havia començat a treballar en diverses obres que feien referència directament a Hiperió, inclosos esbossos per a un monument Eminescu, que conduïen a la seva Quimera celestial ; Nicolae Bretan havia adaptat el poema a una òpera homònima, que ell mateix va traduir a l'hongarès. L'escultor Ion Schmidt-Faur també va retre homenatge (al poema més que al seu protagonista) en el relleu de Cătălin i Cătălina del 1929, instal·lat a la base de la seva estàtua d'Eminescu a Iași. Durant la entreguerra, Lovinescu també va ocupar la identificació de poeta i protagonista en la seva obra de novel·lista biogràfic: tenia la intenció d'escriure un relat romanticitzat, també titulat Luceafărul, que tractés principalment de la infantesa de l'heroi a Ipotești. Mircea Eliade va retre un ampli homenatge a Luceafărul, en la seva novel·la Miss Christina, però sobretot en el seu relat Șarpele ("La serp"), que es basa en l'al·lusió intertextual fins al punt d'esdevenir la seva " jerofania ". Andronic l'aviador, un personatge central d'aquesta última narració, és una estrella del matí actual, que replica "la caiguda".

Armes del comtat de Botoșani durant el període comunista. L'estrella de cinc puntes com a referència simbòlica a Eminescu

La referència de l'estrella del matí va arribar al màxim en el règim comunista. Amb l'arribada del realisme socialista, les obres polítiques d'Eminescu van ser ignorades, però Luceafărul va romandre als llibres de text, amb comentaris de Perpessicius i Alexandru Rosetti. La recuperació mítica va ser particularment forta durant les etapes finals del comunisme nacional, quan, segons Negrici, Eminescu va ser celebrat públicament amb "mostres grotesques". Tant "Morning Star" com "Demiurge" eren títols informals utilitzats en el culte a la personalitat del president Nicolae Ceaușescu. Les noves armes del comtat de Botoșani, aprovades el 1972, presentaven una representació al·legòrica i inclinada d'Eminescu com a estrella de cinc puntes. El 1988, el Partit Comunista Romanès va fabricar un estany d'Eminescu a Ipotești, amb il·luminació de neó en forma d'estrella del matí. Durant aquest període, Sabin Bălașa va aportar un fresc d'Hiperion per a les sales de la Universitat Alexandru Ioan Cuza.
Tot i que l'interès pel poema es va conservar després de la Revolució de 1989, es va limitar en gran part a l'àmbit privat. Ștefănescu va assenyalar que, el 2015, Hiperió era potser més famós que el seu creador, com Hamlet ho és per a William Shakespeare. També va observar que la famosa metonímia "L'estrella del matí de la poesia romanesa" (per a Eminescu) s'havia esvaït del seu ús, ja que "la llengua de fusta […] relegada als discursos oficials". Com a títol, Luceafărul va continuar sent utilitzat pels sindicalistes implicats en les violentes mineriades dels anys noranta, aplicades al seu líder Miron Cozma. En el seu darrer llibre, publicat el 2000, el filòsof Laurențiu Ulici va argumentar que Hiperió s'havia reconegut com una encarnació de la psicologia nacional, en una barreja oximorònica: l'altre component era la creació de Caragiale, la fàcil, cínica i prosaica Mitică.
Hiperió va continuar sent important com a símbol cultural dins de la diàspora romanesa, que havia publicat la seva primera edició. A finals dels anys 40, Eliade i Virgil Ierunca van fundar el seu propi Luceafărul com a revista anticomunista a París. Un altre exiliat, Paul Celan, va presentar al seu amic austríac Ingeborg Bachmann el poema d'Eminescu; els seus temes fonamentals van ser descoberts pels crítics a la novel·la Malina (1971) de Bachmann. Luceafărul també va tenir un públic de culte entre els romanesos de la República de Moldàvia, on, el 1974, Gheorghe Vrabie va contribuir amb un conjunt d'il·lustracions en aiguatinta i eau-forte. La república soviètica també va acollir un teatre Luceafărul i va produir un llargmetratge homònim, dirigit per Emil Loteanu. Protagonitzat per Vasile Zubcu-Codreanu en el paper principal, és famós com l'únic biopic d'Eminescu. El 1983, el poema també va inspirar a Loteanu a escriure el guió d'un ballet, amb música d'Eugen Doga. Alexa Ispas, una romanesa expatriada a Escòcia, va adaptar el poema a una obra teatral representada en anglès a Govanhill Baths (2014).

### Traduccions publicades
Per primera vegada la traducció LUCEAFARUL ' va ser el 1883 de gener, quan l'amic de Maiorescu Mite Kremnitz va rendir el projecte de poema en alemany, amb una nova versió produir deu anys més tard per Edgar von Herz. Van seguir-ne diversos altres en aquest idioma, inclosos els de Immanuel Weissglas (1937), Olvian Soroceanu (1940), Zoltán Franyó (1943) i Günther Deicke (1964). Als anys cinquanta i seixanta, Franyó i després Sándor Kacsó van traduir l'entitat de l'obra poètica d'Eminescu a l'hongarès, mentre Vilém Závada produïa la seva versió txeca de Luceafărul. Carlo Tagliavini va traduir fragments del poema a l'italià, amb comentaris, el 1923, mentre es van intentar nombroses traduccions al francès, per exemple la de Ion Ureche (1939). En rus, David Samoylov ha escrit una versió de Luceafărul que, segons els informes, es manté molt a prop de l'original romanès.
El corpus de traduccions a l'anglès d'Eminescu de Leon Levițchi va aparèixer per primera vegada el 1978, un any després de la mort d'un altre famós traductor d'Eminescu, l'adolescent Corneliu M. Popescu. El 1984, Cartea Românească va publicar un volum amb les versions de Deicke i Popescu, i les versions a set idiomes més: el francès, de Mihail Bantaș; Castellà, d'Omar Lara; Armeni, per H. Dj. Siruni ; Rus, de Iuri Kozhevnikov i I. Mirinski; Italià, de Mario De Micheli; Hongarès, de Jenő Kiss; i el portuguès, de Dan Caragea. Marco Cugno (1989-1990) i Geo Vasile (2000) també van fer noves interpretacions italianes. També hi ha diverses versions del poema en serbocroat, inclosa una de Mate Maras (1998). Una altra versió anglès, l'obra de Josef Johann Soltesz, va ser imprès en 2004, seguit per Hebrea de Tomy Sigler (2008) i el Gagauz de Todur Manzanet (2013), i després per la nova Rússia de Miroslava Metleaeva i Tàrtar de Crimea de Güner Akmolla (tots dos 2015). El projecte de traduir al francès es va reprendre de nou a la dècada de 2010, amb Jean-Louis Courriol que va autoritzar una cèlebre adaptació. Courriol, no obstant això, ha evitat incloure'l en antologies franceses, argumentant que Luceafărul ja no era rellevant ni comprensible.